# Square Kilometre Array

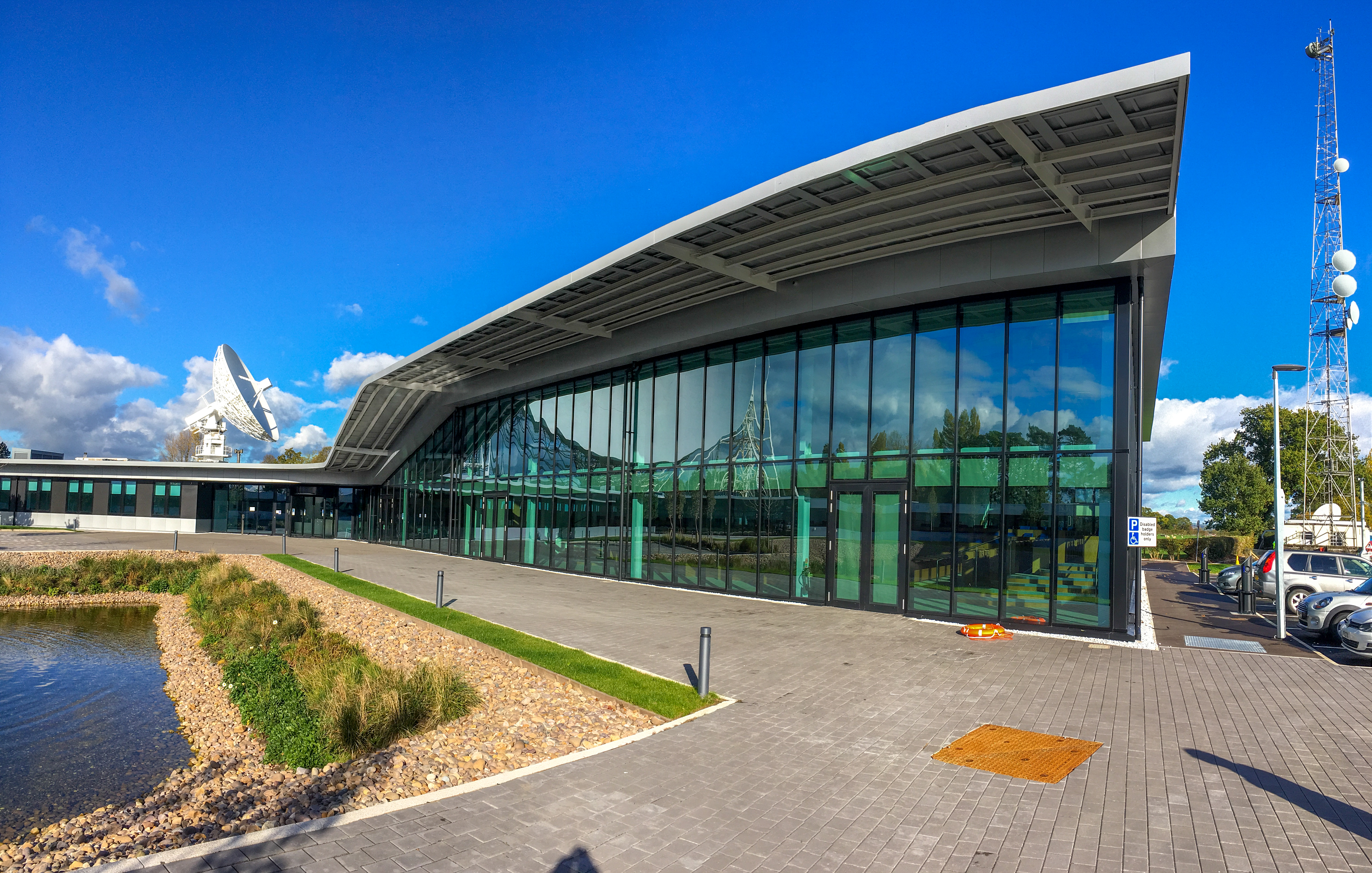
Hoofdkwartier

De Square Kilometre Array (SKA) is een grote radiotelescoop die wordt gebouwd in Zuid-Afrika en Australië. Deze radiotelescoop zal uit duizenden ontvangers bestaan die met elkaar in verbinding staan. Op deze wijze ontstaat een heel grote radiotelescoop met een ontvangstgebied van een vierkante kilometer.
Bij het project zijn meer dan zeventig instituten uit verschillende landen betrokken, waaronder ASTRON – het Nederlands instituut voor radioastronomie. Het hoofdkwartier van dit project bevindt zich bij de Jodrell Bank Observatory in het Verenigd Koninkrijk.

## Onderzoek
Met de Square Kilometre Array willen astronomen onderzoek gaan doen naar het vroege heelal en dan specifiek de periode waarin de eerste sterren en sterrenstelsels ontstonden. Dit zal worden gedaan door via radiogolven de toenmalige verdeling van waterstof in kaart te brengen. Zo kan bepaald worden hoe de eerste sterren hun omgeving hebben beïnvloed. Daarnaast zal de SKA worden gebruikt naar de studie van exoplaneten rondom nabij gelegen sterren en te onderzoeken of er buitenaards leven op deze exoplaneten aanwezig is.

## Planning en kosten
De Square Kilometre Array wordt vanaf 5 december 2022 gebouwd en in 2027 moet het de eerste meetresultaten gaan leveren. Dit is mogelijk omdat de SKA opgebouwd wordt uit meerdere schotels en antennes zodat er al gemeten kan worden voordat het hele project volledig operationeel is. Het grootste deel wordt gebouwd in Zuid-Afrika, waar de SKA wordt geïntegreerd met de reeds aanwezige MeerKAT-telescoop. Het overige deel komt in West-Australië waar de nieuwe schotels gecombineerd worden met de reeds bestaande Australian Square Kilometre Array Pathfinder.
De kosten van de eerste fase worden geschat op 691 miljoen euro. Op 28 januari 2019 maakte Ingrid van Engelshoven, minister van Onderwijs, Cultuur en Wetenschap, bekend dat het Nederlandse kabinet 30 miljoen euro gaat investeren in het project.